# Go Go Smear the Poison Ivy
Go Go Smear the Poison Ivy – piąty album studyjny islandzkiej grupy múm. Wydany 24 września 2007 roku nakładem Fat Cat Records.
Na albumie można zauważyć widoczną zmianę pierwotnego stylu grupy, zamiast elektroniki zespół zaczął używać więcej instrumentów, dodatkowo widać różnicę pod względem lirycznym - został włączony męski wokal.
Niecały rok wcześniej od wydania Go Go Smear the Poison Ivy, zespół opuściła Kristín Anna Valtýsdóttir - główna wokalistka grupy. Według niektórych recenzji, mógł to być powód do zmiany stylu w porównaniu z poprzednimi albumami. 

## Lista utworów
1. "Blessed Brambles" – 6:00
2. "A Little Bit, Sometimes" – 3:50
3. "They Made Frogs Smoke 'til They Exploded" – 4:02
4. "These Eyes Are Berries" – 3:00
5. "Moon Pulls" – 2:32
6. "Marmalade Fires" – 5:03
7. "Rhubarbidoo" – 1:34
8. "Dancing Behind My Eyelids" – 4:07
9. "Schoolsong Misfortune" – 2:39
10. "I Was Her Horse" – 2:08
11. "Guilty Rocks" – 5:02
12. "Winter (What We Never Were After All)" – 4:08
13. "The Amateur Show" — 5:02 (jedynie na japońskiej edycji jako bonus)

## Twórcy
- Samuli Kosminen — bębny (1, 3, 4, 7, 12)
- Eiríkur Orri Ólafsson — trąbka (8, 10)
- Guðbjörg Hlin Guðmundsdóttir — skrzypce
- Þórarinn MárBaldursson — altówka
- Laufey Jensdóttir — skrzypce
- Gyða Valtýsdóttir — wiolonczela
- Páll Ivan Pálsson — kontrabas
- Gunnhildur Einarsdóttir — harfa